# George Fermor (2e comte de Pomfret)
Pour les articles homonymes, voir Fermor et Pomfret.
George Fermor, 2e comte de Pomfret (1722-1785) est comte de Pomfret dans la pairie de Grande-Bretagne.

## Biographie
Il est le fils aîné de Thomas Fermor (1er comte de Pomfret) et Henrietta Louisa Jeffreys. À la mort de son père, en 1753, il lui succède au titre, mais sa vie est si extravagante qu'il doit vendre les meubles de son siège à Easton Neston house, notamment ses sculptures, qui faisaient autrefois partie des marbres d'Arundel et plus tard achetées par le grand-père de George, le baron Leominster. La mère de George lui achète les sculptures et les présente à l'Université d'Oxford.
En 1763, il devient gentilhomme de la chambre à coucher et en 1771, il est nommé conseiller privé.

## Mariage et descendance
- George Fermor (3e comte de Pomfret) (1768-1830), pas de descendance
- Thomas Fermor (4e comte de Pomfret) (1770-1833)

Sa fille, Charlotte Fermor (1766-1835), épouse Peter Denys.